# NGC 3920
NGC 3920 ist eine Balken-Spiralgalaxie vom Hubble-Typ SBbc im Sternbild Löwe, die schätzungsweise 161 Millionen Lichtjahre von der Milchstraße entfernt ist. 
Die Galaxie wurde am 10. April 1785 von dem Astronomen Wilhelm Herschel entdeckt.